# Totanés
Totanés – gmina w Hiszpanii, w prowincji Toledo, w Kastylii-La Mancha, o powierzchni 26,04 km². W 2011 roku gmina liczyła 422 mieszkańców.